# Station ’70: Call in Question / Live Independence
Station ’70: Call in Question / Live Independence ist ein Jazzalbum von Masayuki Takayanagi. Die am 19. Februar und am 11. und 12. März 1970 im Veranstaltungsort Station ’70, Tokyo entstandenen Aufnahmen erschienen am 18. April 2022 auf dem Label Black Editions. Ein Großteils des im Station ’70 entstandenen Materials erschien ursprünglich auf den Alben Call in Question (PSF, 1994) und Live Independence (PSF, 1995).

## Hintergrund
Im August 1969 gründete Masayuki Takayanagi seine erste New Direction-Gruppe und begab sich auf eine beispiellose musikalische Reise, die ihn in den letzten 22 Jahren seines Lebens als kompromisslosen Künstler prägen sollte, der angeblich ein visionäres neues Musikidiom schmiedete, wie Yoshiyuki Kitazato and Toshihiko Shimizu in den Liner Notes des Albums meinen. Bestehend aus ihm selbst an der akustischen und elektrischen Gitarre und zusammen mit Motoharu Yoshizawa am Bass und Yoshisaburo „Sabu“ Toyozumi am Schlagzeug schuf Takayanagis Gruppe nach Ansicht der beiden Autoren eine neue, „uneingeschränkte Form der Musik“.
Takayanagis Band New Direction nahm bald ein aus ihrer Sicht wegweisendes Album des Free Jazz und der Avantgarde auf: Independence: Tread on Sure Ground (1970). Es war Takayanagis erstes Album unter eigenem Namen und galt als bahnbrechend. Es sollte jedoch 25 Jahre dauern, bis ein breiteres Publikum Takayanagis Vision mit der Gruppe in ihrer explosivsten und uneingeschränktesten Verwirklichung hören konnte, so die Autoren; das japanische Label P.S.F. Records veröffentlichte schließlich zwei CDs, Call in Question (1994) und Live Independence (1995) mit Aufnahmen, die in Archiven lagernde, bisher unveröffentlichte Aufnahmen der Gruppe aus dem Jahr 1970,  entstanden im Veranstaltungsort Station '70 in Shibuya (Tokio) enthielten. Die Aufnahmen waren aufschlussreich. Sie präsentierten Versionen von Takayanagis modalen Stücken „Gradually Projection“ und „Mass Projection“ in ungeschnittener Langform. Bei einigen Titeln war auch der Saxophonist Mototeru Takagi tätig. Der Titel „Mass Projection, February 1970“ wurde erst 2022 veröffentlicht.

## Titelliste
- Masayuki Takayanagi Station '70: Call in Question / Live Independence (Black Editions BE-013/41/57/JOJO1)[1]

1. Extraction 19:06
2. Excavation 21:11
3. Mass Projection, March 1970 29:10
4. Intermittent 13:15
5. Herdsman's Pipe of Spain 21:28
6. Mass Projection, February 1970 17:39

Die Kompositionen stammen von Masayuki Takayanagi.

## Rezeption
Das Album erweiterte die radikalsten, feurigsten Elemente des amerikanischen und europäischen Free Jazz und brach sie gleichzeitig durch ein avantgardistisches Prisma, schrieben Yoshiyuki Kitazato and Toshihiko Shimizu in den Liner Notes. Auf harmonische und melodische Entwicklungen würde zugunsten von Feedback und völliger Spontaneität verzichtet. Mit New Direction habe Takayanagi einen „entscheidenden Bruch“ mit der Vergangenheit geschafft und seine eigene revolutionäre Musik geschaffen – einen wilden, oft gewalttätigen Sound, der paradoxerweise sowohl musikalische Bewegung als auch Stille auf die Spitze trieb. Es seen diese Aufführungen in einem entscheidenden Moment des gesellschaftlichen und kulturellen Umbruchs gewesen, die dazu beitragen würden, den Grundstein für die Welt der freien Improvisation, des Free Jazz und in hohem Maße der Underground-Musik in Japan für die kommenden Jahrzehnte zu legen.

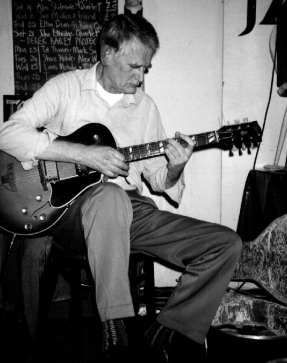
Derek Bailey (1991)

Masayuki Takayanagi sei in Free-[Jazz-]Kreisen so etwas wie eine Legende, wenn auch schwierig einzuordnen – nominell Free Jazz, aber viel aggressiver, schrieb Kev Nickells. Auch in der Nähe der freien Improvisation, aber auch hier um einiges wilder und, mit Ausnahme vielleicht von Derek Bailey, sei Takayanagi deutlicher in einige sehr heftige Jazztechniken vertieft gewesen. Es entstehe auf den Mitschnitten eine hektische Lawine kurzer und unaufhaltsamer Klänge, die sich übereinander türmen. Klanglich vielleicht nicht ähnlich, aber was die Energiekapazität angeht, rolle es vorwärts. Tatsächlich sei dies das Gegenteil von dem, was der Autor oft als „die Logik des Lärms“ betrachtet habe – alles furchtbar aufregend, aber mit abnehmendem Ertrag, da die Intensität des Klangs selten mit dem virtuosen Spiel übereinstimme, das die Entwicklung ermöglichen würde. Es gebe hier auch einiges, was gut zur etablierten freien Improvisation passe – diese Art von kratziger, zappeliger, diskontinuierlicher Musik, die in der Stimmung irgendwie vorherrschend sei. Großartig, aber es sei Takayanagis Fähigkeit, einen „Improvisations-Güterzug mit einem Rachefeldzug gegen die Schwerkraft“ nachzuahmen, der diese Mitschnitte zu einem Knaller mache.